# Unmasked (film fra 1917)
Unmasked er en amerikansk stumfilm fra 1917 af Grace Cunard og Francis Ford.

## Medvirkende
- Francis Ford som Fred Francis
- Grace Cunard som Meg
- Edgar Keller
- Tony Jeannette
- Harry Schumm